# Lucrezia Dondi dall'Orologio Obizzi
Lucrezia Obizzi, nata Dondi dall'Orologio (Padova, 21 dicembre 1610 – Padova, 15 novembre 1654), fu la moglie del marchese Pio Enea II Obizzi e morì assassinata. La tradizione popolare la identifica nel "fantasma del castello del Catajo".

## Biografia
Apparteneva a una delle famiglie più importanti della Padova del tempo, i Dondi dall'Orologio che devono il loro cognome e la loro nobiltà per aver realizzato il famoso orologio astronomico sulla torre in piazza dei Signori. Era la terzogenita di Bartolomeo e di Laura Cumano.
Sposò Pio Enea II Obizzi il 21 gennaio 1629 nella chiesa di San Nicolò di Padova. Risiedevano nel palazzo Obizzi di Padova e nel castello del Catajo che il marchese di Orciano aveva ampliato. Dall'unione nacquero quattro figli: Ippolita, Roberto, Ferdinando e Matilde.
Fu protagonista del più efferato fatto di cronaca nera del Seicento padovano. Morì assassinata, nel 1654, nella propria camera da letto della residenza padovana, facendo indignare l'opinione pubblica locale del tempo. Ad ucciderla, per vendicarsi di essere stato rifiutato, fu Attilio Pavanello, amico del marito e innamorato di lei. Piccolo nobile, Attilio verrà ucciso tredici anni dopo da Ferdinando, figlio di Lucrezia e testimone dell'omicidio.
Fu seppellita nella cappella della Madonna Mora, presso la basilica di Sant'Antonio di Padova. A Lucrezia è dedicato uno dei tre monumenti funebri a personaggi illustri nel salone del palazzo Della Ragione di Padova.
L'accadimento rimase molto conosciuto e soggetto di opere letterarie fino ai primi anni del Novecento quando si iniziò a perderne memoria.

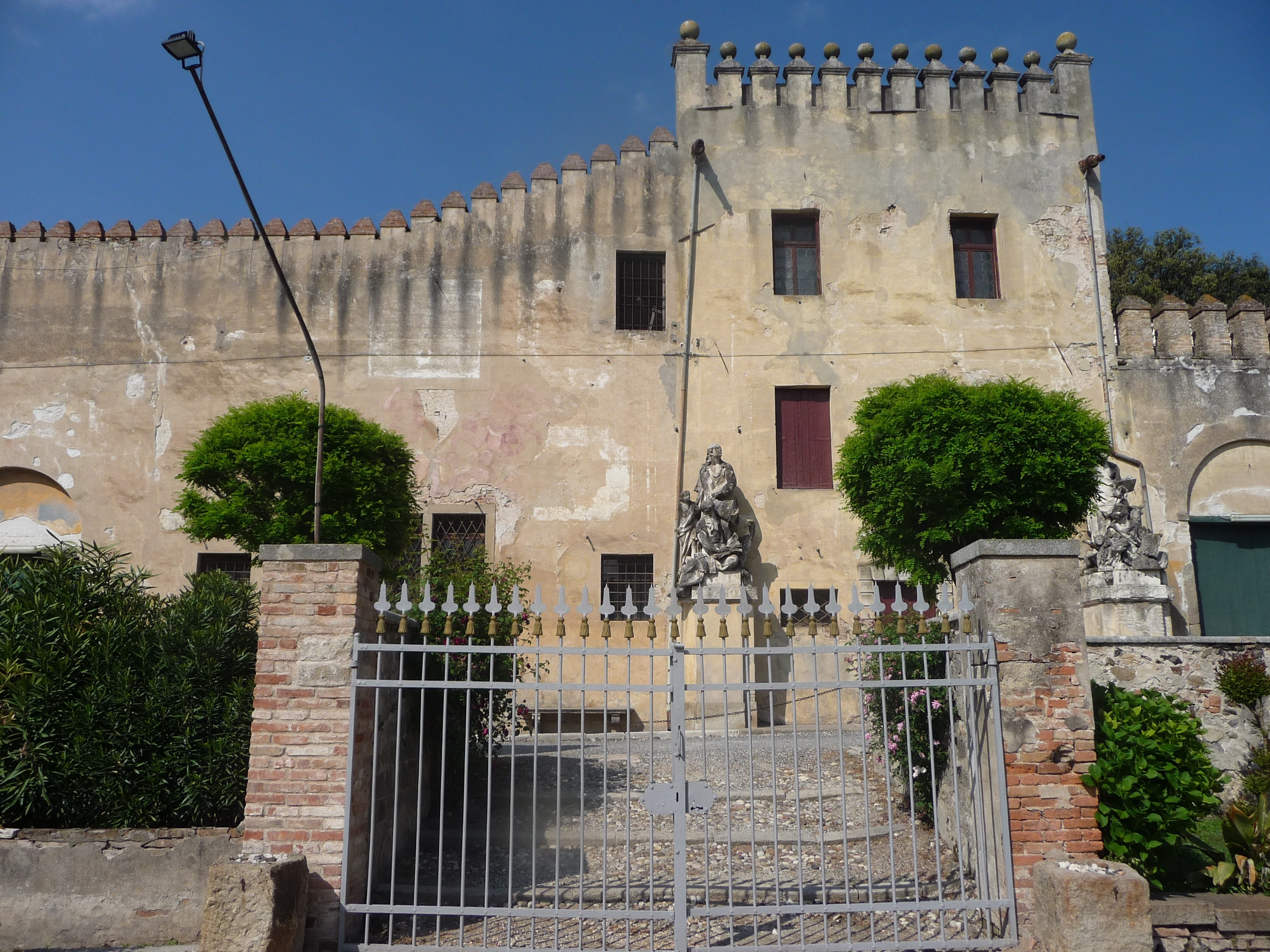
Il castello del Catajo

A Lucrezia viene anche attribuita la leggenda del fantasma del castello del Catajo, in cui è ancora oggi conservata la "pietra insanguinata" e dove la leggenda vuole si aggiri sempre il suo spettro. Nel mese di novembre 2012 il castello del Catajo ha dedicato alla sua figura e alle sue vicende un intero ciclo di eventi.